# Кадры (фильм)
«Кадры» (англ. The Internship) — американская комедия 2013 года, от режиссёра Шона Леви. В главных ролях Винс Вон и Оуэн Уилсон. Оригинальное название фильма в переводе на русский язык означает «Стажировка».

## Сюжет
Лучших друзей и опытных коммивояжёров, Билли и Ника, увольняют из-за того, что весь мир теперь компьютеризирован. И это, в свою очередь, подводит главных героев к поискам работы, которая вопреки всем ожиданиям появляется в самой популярной компании нового поколения — «Google». Чуть позже парням удается попасть туда на стажировку. Ребята оказываются в кампусе Google, знакомятся с необычной корпоративной культурой компании, поощряющей нестандартное мышление и свободный дух предпринимательства.
Великовозрастные «интерны» объект для шуток молодых ребят, с которыми им приходится конкурировать. Билли и Ник не слишком искушены в компьютерных технологиях, но разбираются в психологии и им удается сплотить вокруг себя команду. За возможность работы в Google они соревнуются с опасными противниками во главе с Грэмом Хотри. Команда Билли и Ника достойно выступает в соревновании поиску бага в коде, в матче по квиддичу и по разработке мобильного приложения. Главное испытание, это заключение договора на IT-поддержку с реальным клиентом. Ребятам удается подписать соглашение с одной местной пиццерией и они, неожиданно, выигрывают соревнование.

## В ролях
| Актёр               | Роль                      |
| ------------------- | ------------------------- |
| Винс Вон            | Билли Макмэн              |
| Оуэн Уилсон         | Ник Кэмпбелл              |
| Роуз Бирн           | Дана Пирс                 |
| Аасиф Мандви        | Роджер Четти              |
| Макс Мингелла       | Грэм Хотрей               |
| Дилан О'Брайен      | Стюарт                    |
| Джош Бренер         | Лайл                      |
| Тия Сиркар          | Нея Патель                |
| Тобит Рафаэль       | Йо-Йо Сантос              |
| Джош Гэд            | Эндрю «Наушники» Андерсон |
| Джон Гудмен         | Сэмми                     |
| Джессика Зор        | Мариелена                 |
| Эрик Андре          | Сид                       |
| Роб Риггл           | Рэнди                     |
| Джоанна Гарсия      | Меган                     |
| Анна Энгер          | Элианора                  |
| Гари Энтони Уильямс | Боб Уильямс               |
| Уилл Феррелл        | Кевин                     |
| Б. Дж. Новак        | репортёр                  |
| Шон Леви            | недовольный сотрудник     |
| Сергей Брин         | камео                     |

## Критика
Фильм получил смешанные отзывы кинокритиков. На сайте Rotten Tomatoes фильм имеет рейтинг 35 % на основе 166 рецензий со средним баллом 4.8 из 10. На сайте Metacritic фильм имеет оценку 42 из 100 на основе 36 рецензий критиков, что соответствует статусу «смешанные или средние отзывы».